# Christian Ruben
Pour les articles homonymes, voir Ruben.
Christoph Christian Ruben (né le 30 novembre 1805 à Trèves, mort le 9 juillet 1875 à Vienne) est un peintre et artiste du vitrail prussien.

## Biographie
Christian Ruben se forme en 1823 à Düsseldorf auprès de Peter von Cornelius, puis en 1826 à Munich, où il dessine les nouveaux vitraux de la Cathédrale Saint-Pierre de Ratisbonne. En 1836, il est chargé de composer les décorations du château de Hohenschwangau. Il se consacre ensuite à la peinture de genre. En 1841, il est nommé directeur de l'Académie des beaux-arts de Prague et décore le belvédère du château de Prague de fresques. Il peint pour le prince de la maison de Salm une salle de cérémonie et trois tableaux pour l'église de Turnov (Boheme). De 1852 à 1872, il est le directeur de l'Académie des beaux-arts de Vienne. Son corps repose au cimetière de Frauenchiemsee.
Son fils aîné, Franz Ruben (de), est devenu peintre à son tour. S'inspirant de la peinture vénitienne, il a composé des scènes historiques.